# تیفون مولاو
توفان ۲۰۲۰ مولاو (انگلیسی: Typhoon Molave) که در فیلیپین به توفان کوئینتا موسوم است، یک طوفان گرمسیری قدرتمند است که ابتدا فیلیپین و بعد ویتنام را درمی‌نوردد، این قوی‌ترین توفان بعد از توفان دامری در ۲۰۱۷ به‌شمار می‌رود. به عبارتی هجدهمین توفان گرمسیری و هشتمین توفان اقیانوس آرام در این فصل از ۲۰۲۰ به‌شمار می‌رود، توفان مولاو از یک توفند گرمسیری نشات گرفته‌است که در ۲۳ اکتبر از شرق پالائو شکل گرفت. سپس در ساعت ۱۵:۰۰ روز بعد سمت شمال غربی پالائو را درنوردیده و به طوفان گرمسیری مولاو تبدیل شد. این توفان اندکی قبل از رسیدن به جزایر سن میگوئل در آلبای، مالینائو، سان آندرس، تورجوس و پولا و مولاو در ۲۵ اکتبر به سمت غرب در حرکت بود.
رانش زمین در مناطقی از استان کوانگ تاکنون ۴۱ کشته برجای گذاشت و ۸۱ نفر ناپدید شده‌اند.